# Marga Neirynck
Marga Neirynck (Beselare, 1943 - Leuven, 30 april 2008) was een Vlaamse hoorspelactrice en dramaturge.
Ze was onder andere te horen in De vertraagde film (Herman Teirlinck - Frans Roggen, 1967), Een geluk dat we geld hebben (Kirsti Hakkarainen - Jos Joos, 1969), Kaïn die van nergens kwam (Charles Pascarel - Jos Joos, 1970), Een bruiloftsdag (Paolo Levi - Herman Niels, 1970), Manipulatie (Rolf Schneider - Herman Niels, 1972) en In antwoord op uw vraag (James G. Harris - Jos Joos, 1977).
Als dramaturge werkte ze onder andere mee aan Hard labeur, Stille Waters en Witse.
Marga Neirynck overleed op 64-jarige leeftijd.